# Вардар (1898)
Вижте пояснителната страница за други значения на Вардар.
„Вардар“ (изписване до 1945 година: „Вардаръ“) с подзаглавие Орган на политическите интереси на християнското население в Турция е български вестник, излизал в София от 21 ноември до 25 декември 1898 година.
Вестникът излиза в петък и е редактиран от Димитър Г. Чохаджиев. В редакцията участва и Илия Гологанов. От брой 4 отговорен редактор е А. С. Василев. Печата се в печатницата „Либералний клуб“ и в тази на Иван К. Божинов. Излизат 6 броя.
Вестникът помества информация за съдбата на българите в останалата в Османската империя Македония. Разобличава опитите за елинизация на македонските българи и особено на действията на новопоявяващата се сръбска пропаганда. Защитава идеята за присъединяване на Македония към България. Вестникът си поставя задачата:
| „ | да осветлява българското общество за положението на поробените българи; да отбива машинациите на пропагандите, най-много на сръбските... да обедини македонската интелиганция под знамето на освобождението на Македония. | “ |

Слива се с вестник „Глас македонски“ и започва да излиза като „Борба за свободата на Македония и Одринско“ (1899).